# Бондаренко, Анатолий Степанович
Анатолий Степанович Бондаренко — советский хозяйственный, государственный и политический деятель.

## Биография
Родился в 1913 году в Верховье. Член КПСС.
С 1931 года — на хозяйственной, общественной и политической работе. В 1931—1982 гг. — кочегар паровоза в локомотивном депо Россошь Юго-Восточной дороги, студент Московского электромеханического института инженеров железнодорожного транспорта имени Ф. Э. Дзержинского, ответственный работник центрального аппарата Наркоматов путей сообщения и государственного контроля СССР, начальник Латвийской железной дороги, старший референт, заместитель заведующего отделом, помощник, заведующий секретариатом заместителя Председателя Совета Министров СССР, заведующий Отделом транспорта и связи Управления делами Совета Министров СССР.
Избирался депутатом Верховного Совета СССР 3-го созыва.
Умер в Москве в 1982 году.